# Lophocampa grotei
Lophocampa grotei är en fjärilsart som beskrevs av William Schaus 1904. Lophocampa grotei ingår i släktet Lophocampa och familjen björnspinnare. Inga underarter finns listade i Catalogue of Life.